# Gliese 682
Gliese 682 (GJ 682) é uma estrela na constelação de Scorpius, com uma magnitude aparente visual de 10,95. Medições de paralaxe indicam que é uma estrela próxima a uma distância de 16,33 anos-luz (5,01 parsecs) da Terra. Com um tipo espectral de M3.5V, esta estrela é uma anã vermelha típica com uma massa estimada de 27% da massa solar. Possui um raio de cerca de 29% do raio solar e uma temperatura efetiva na sua fotosfera de 3 270 K. Sua metalicidade é difícil de ser determinada com precisão, mas provavelmente é parecida à do Sol.
Um estudo de 2014, que fez uma análise estatística de dados de velocidade radial de Gliese 682 pelos espectrógrafos HARPS (no telescópio de 3,6 metros no Observatório de La Silla) e UVES (no Very Large Telescope), encontrou evidências de dois planetas extrassolares orbitando a estrela. Esses planetas são super-Terras com massas mínimas de 4,4 e 8,7 vezes a massa da Terra, orbitando a estrela com períodos de 17,5 e 57,3 dias a distâncias de 0,08 e 0,18 UA. Um ou ambos os planetas podem estar na zona habitável, onde a existência de água líquida na superfície seria possível, que para Gliese 682 já foi calculada estando entre 0,07 e 0,19 UA ou 0,05 a 0,09 UA.
| Planeta | Massa            | Semieixo maior (UA) | Período orbital (dias) | Excentricidade  |
| ------- | ---------------- | ------------------- | ---------------------- | --------------- |
| b       | >4,4+3,7 −2,4 M⊕ | 0,080+0,014 −0,004  | 17,478+0,062 −0,040    | 0,08+0,19 −0,08 |
| c       | >8,7+5,8 −4,6 M⊕ | 0,176+0,030 −0,009  | 57,32+0,45 −0,48       | 0,10+0,19 −0,10 |